# WOLF (アルバム)
『WOLF』（ウルフ）はWOLF HOWL HARMONY from EXILE TRIBEの1枚目アルバム。2025年3月12日にrhythm zoneから発売された。

## 概要
WOLF HOWL HARMONY from EXILE TRIBEの1枚目アルバム。
【LIVE ver.】には、2024年9月23日に東京ガーデンシアターにて開催された『NEO EXILE SPECIAL LIVE 2024』の WOLF HOWL HARMONYパートを収録。また、「OPENING ACT & LIVE DOCUMENTARY - GENERATIONS LIVE TOUR 2024 "GENERATIONS 2.0" –」 には、『GENERATIONS LIVE TOUR 2024 "GENERATIONS 2.0"』の帯同ドキュメンタリーに加え、
GENERATIONS from EXILE TRIBEのメンバーがWOLF HOWL HARMONYについて語る特別インタビューを収録。さらに、2024年開催された『三代目 J SOUL BROTHERS LIVE TOUR 2024 "ECHOES OF DUALITY"』東京ドーム公演のオープニングアクトを収めた「OPENING ACT - 三代目 J SOUL BROTHERS LIVE TOUR 2024 "ECHOES OF DUALITY" -」を収録。
【初回生産限定盤 MEMBER PRODUCE ver.】は、メンバー⾃⾝が考え、表現したいことや伝えたいメッセージを存分に詰
め込み、それぞれの個性が感じられる内容となっています。
【MV ver.】には、購入者限定で視聴いただける、「Letters」にまつわる特別コンテンツ SECRET WOLF CODE (Letters ver.)に加えとリード曲「BAKUON -爆音-」にまつわる特別コンテンツ SECRET WOLF CODE (BAKUON -爆音- ver.)のを、QRコード特典として収録。

## 発売形態
全11種形態
- 【初回生産限定盤 LIVE ver.】 2種
  - 【CD+DVD】RZZ1-67130/B
  - 【CD+Blu-ray】RZZ1-67131/B
- 【初回生産限定盤 MEMBER PRODUCE ver.】 4種
  - 【初回生産限定盤 MEMBER PRODUCE RYOJI ver.】RZC1-67132
  - 【初回生産限定盤 MEMBER PRODUCE SUZUKI ver.】RZC1-67133
  - 【初回生産限定盤 MEMBER PRODUCE GHEE ver.】RZC1-67134
  - 【初回生産限定盤 MEMBER PRODUCE HIROTO ver.】 RZC1-67135
- 【通常盤 LIVE ver.】2種
  - 【CD+DVD】RZCD-67125/B
  - 【CD+Blu-ray】 RZCD-67126/B
- 【通常盤 MV ver.】2種
  - 【CD+DVD】RZCD-67127/B　
  - 【CD+Blu-ray】RZCD-67128/B
- 【通常盤 CD ONLY ver.】
  - 【CD ONLY】RZCD-67129

## 楽曲について
Letters
メジャーデビュー後初のバラード楽曲、メンバー自身が作詞にも参加。配信シングルのジャケット写真はメンバーGHEEが手紙に手書きで描いている。
Frozen Butterfly
2枚目シングルの表題曲。
BAKUON -爆音-
リード曲。ミュージックビデオはD.LEAGUEでも活躍するLIFULL ALT-RHYTHMとのコラボレーション ミュージックビデオ。コレオグラフはLIFULL ALT-RHYTHM ディレクターの永井直也が手掛けた。ミュージックビデオの監督はYERDが務めた。
Sweet Rain
1枚目シングルの表題曲。
Sugar Honey
2枚目シングルのカップリング曲。
Love Triangle
「青春」をコンセプトにした三部作の第2弾。タイトルは“三角関係”という意味。ミュージックビデオの監督はNasty Men$ahが務めた。
ピアス
「青春」をコンセプトにした三部作の第3弾。ミュージックビデオの監督はRiku Ozama(FUBI)が務めた。メンバーが織り成す夏の思い出がテーマとなっており、⻘春の輝きと共に、いつか終わりが訪れる刹那の瞬間を、夏の終わりのように描いている。登場人物にはWOLF HOWL HARMONYともう一人の人物を描き、視聴者自身がメンバーとの⻘春のひとときを擬似体験することができるミュージックビデオとなっている。
ROLLIN' STONES
楽曲のテーマ「負けを知る者たちからの大応援歌」。コンセプトビデオの監督は鴨下大輝が務めた。
Pink Flash Lights
「青春」をコンセプトにした三部作の第1弾。タイトルは“ピンク色の稲妻”という意味。“春、出会いの季節に君に出逢った。君がかけた魔法で景色全てがピンクに染まる。恋に落ちた瞬間のドキドキやワクワク、衝撃を歌ったラブソング“。ミュージックビデオの監督はNasty Men$ah務めた。
LOVE RED
1枚目シングルのカップリング曲。
You&I
2枚目シングルのカップリング曲。

## メディアでの使用
Frozen Butterfly
テレビ朝日ドラマ『離婚しない男-サレ夫と悪嫁の騙し愛-』主題歌
テレビ朝日『フリースタイル日本統一』テーマソング
Sweet Rain
ナガシマスパーランド「ジャンボ海水プール」2023年CMソング
テレビ北海道『スイッチン!』2023年9月度エンディングテーマ
Sugar Honey
ナガシマリゾート「なばなの里 イルミネーション」CMソング
テレビ東京ドラマ『キス×kiss×キス〜LOVE ii SHOWER〜』オープニング主題歌
Love Triangle
中京テレビ『お笑い4コマパーティー ロロロロ』2024年7月度エンディングテーマ
ピアス
ジャンボ海水プール「メガアビス」CMソング
Samsung Galaxy S24 Ultra『Galaxy AI』コラボCMソング
プリングルズ コラボCMソング
ROLLIN' STONES
東海テレビ・フジテレビ系ドラマ『バントマン』オープニング曲

## 収録曲

### CD
全形態共通
1. Letters
2. Frozen Butterfly
3. BAKUON -爆音-
4. Sweet Rain
5. Sugar Honey
6. Love Triangle
7. ピアス
8. ROLLIN' STONES
9. Pink Flash Lights
10. LOVE RED
11. You&I

### LIVE盤 DVD/Blu-ray
【初回生産限定盤 LIVE ver.】、【通常盤 LIVE ver.】共通
- NEO EXILE SPECIAL LIVE 2024

1. Frozen Butterfly
2. Pink Flash Lights
3. ピアス
4. Sweet Rain
5. Love Triangle
6. Sugar Honey
7. You&I
8. ROLLIN' STONES

- OPENING ACT & LIVE DOCUMENTARY - GENERATIONS LIVE TOUR 2024 "GENERATIONS 2.0" -
- OPENING ACT - 三代目 J SOUL BROTHERS LIVE TOUR 2024 "ECHOES OF DUALITY" –

### MV盤 DVD/Blu-ray
【通常盤 MV ver.】(CD+DVD) 、【通常盤 MV ver. 】(CD+Blu-ray)共通
1. Sweet Rain (Music Video)
2. Sugar Honey (Concept Video)
3. Frozen Butterfly (Music Video)
4. Pink Flash Lights (Music Video)
5. Love Triangle (Music Video)
6. ピアス (Music Video)
7. ROLLIN' STONES (Concept Video)
and
SECRET WOLF CODE (Letters ver.)
SECRET WOLF CODE (BAKUON -爆音- ver.)